# إس. إي. روجرز
إس. إي. روجرز هو سياسي كندي، ولد في 11 نوفمبر 1888، وتوفي في 10 سبتمبر 1965.